# アブド・アル・ジャリル
アブド・アル・ジャリル (古い情報源ではセルマとも)はカネム帝国のドゥグワ朝最後の王。 アブド・アル・ジャリルの短い治世は1081年から1085年まで続き、セフワ朝最初のムスリム王であるフマイのムスリムの信奉者らによって打倒された。